# امانوئل ووگیر
امانوئل ووگیر (انگلیسی: Emmanuelle Vaugier؛ زاده ۲۳ ژوئن ۱۹۷۶) یک هنرپیشه اهل کانادا است. وی از سال ۱۹۹۵ میلادی تاکنون مشغول فعالیت بوده‌است.
از فیلم‌ها یا برنامه‌های تلویزیونی که وی در آن نقش داشته است می‌توان به اره ۲، اره ۳، اره ۵، اره ۴ و امور پنهانی اشاره کرد.